# Tepetzintla de Galeana
Tepetzintla de Galeana är en ort i Mexiko.   Den ligger i kommunen Huauchinango och delstaten Puebla, i den sydöstra delen av landet, 150 km nordost om huvudstaden Mexico City. Tepetzintla de Galeana ligger 1 529 meter över havet och antalet invånare är 738.
Terrängen runt Tepetzintla de Galeana är kuperad åt sydost, men åt nordväst är den bergig. Tepetzintla de Galeana ligger uppe på en höjd. Runt Tepetzintla de Galeana är det ganska tätbefolkat, med 179 invånare per kvadratkilometer. Närmaste större samhälle är Xicotepec de Juárez, 6,5 km öster om Tepetzintla de Galeana. Omgivningarna runt Tepetzintla de Galeana är en mosaik av jordbruksmark och naturlig växtlighet.